# 马道街道
马道街道，原为马道镇，是中华人民共和国四川省凉山彝族自治州西昌市下辖的一个乡镇级行政单位。马道街道位于西昌市西南，风景秀丽的泸山西麓，距西昌城区12公里，幅员面积22.9平方千米。马道镇为古驿站，成昆铁路通车后成为原西昌铁路分局驻在地:406，范围以西昌南区段站为中心，从北侧的西昌工务段到南边的西昌机务段，及沿途的机关和车间。
2019年12月，撤销小庙乡和马道镇，设立马道街道，将原马道镇和原小庙乡袁家山村、鲁溪村以及长安街道迎宾社区所属行政区域划归马道街道管辖。

## 行政区划
马道街道下辖以下地区：
马道村、大堡村和围墙村。